# Fântânele (gmina w okręgu Prahova)
Fântânele – gmina w Rumunii, w okręgu Prahova. Obejmuje miejscowości Bozieni i Fântânele. W 2011 roku liczyła 1953 mieszkańców.